# Jeet
Jeet è un film del 1996 diretto da Raj Kanwar.